# Gottlieb Julius von Pelchrzim
Gottlieb Julius von Pelchrzim und Trzankowitz (* 11. Januar 1717 auf Gut Goldmannsdorf, Kreis Pleß, Oberschlesien; † 22. November 1788 in Berlin) war ein königlich preußischer Generalmajor.

## Leben
Er entstammte einem alten schlesischen Adelsgeschlecht und war der Sohn des Julius Emmerich von Pelchrzim und Trzenkowitz (1679–1749), Gutsherr auf Goldmannsdorf, und der Anna Sidonie von Neefe und Obischau. Pelchrzim heiratete am 2. Mai 1771 in Breslau Johanna Juliane von Prittwitz und Gaffron (* 4. September 1736 auf Gut Reinersdorf, † 8. August 1802 in Berlin), die Tochter des Karl Christian von Prittwitz und Gaffron, Gutsherr auf Sbitschin bei Groß Wartenberg und der Susanna Juliane Freiin von Kottulinsky (Haus Reinersdorf). Sein Urgroßneffe (Enkel seines Bruders) war der Militärschriftsteller Theodor von Pelchrzim.
Pelchrzim begann seine militärische Laufbahn im preußischen Kadettenkorps im Kadettenhaus zu Berlin. Im Jahr 1778 wurde er zum Oberst befördert und zum Generalintendanten sämtlicher Feldlazarette ernannt. 1779 wurde er Chef und Kommandant des Invaliden-Korps und des königlichen Invalidenhauses in Berlin. In seinem Todesjahr 1788 wurde er schließlich zum Generalmajor befördert.